# 佩德羅·利里亞諾
佩德羅·安東尼奧·利里亞諾（西班牙語：Pedro Antonio Liriano，1980年10月23日—） ，為多明尼加的棒球選手之一，曾效力於中華職棒興農牛，中文登錄名為「沃樂」，守備位置為投手。

## 經歷
- 美國職棒洛杉磯天使（小聯盟，2001年～2002年）
- 美國職棒密爾瓦基釀酒人（小聯盟～大聯盟，2003年～2004年）
- 美國職棒費城費城人（小聯盟～大聯盟，2005年～2006年）
- 美國職棒舊金山巨人（小聯盟，2006年）
- 美國職棒洛杉磯安那罕天使（小聯盟，2007年）
- 委內瑞拉聯盟Tigres de Aragua（2008年10月~2009年1月）
- 中華職棒興農牛（2009年4月～2009年8月25日）
- 委內瑞拉聯盟Tiburones de La Guaira （2009年11月~2010年1月19日）
- 墨西哥聯盟Tecolotes de Nuevo Laredo（2010年6月～07月）
- 多明尼加聯盟Tigres del Licey （2010年12月）
- 波多黎各棒球聯盟Senadores de San Juan（2010年12月～2011年1月18日）
- 美國職棒獨立聯盟Sugar Land Skeeters（2012年4月～09月）
- 委內瑞拉聯盟Tiburones de La Guaira（2012年10月）
- 美國職棒獨立聯盟York Revolution（2013年5月～09月）
- 委內瑞拉聯盟Navegantes del Magallanes（2013年10月）
- 美國職棒獨立聯盟Bridgeport Bluefish（2014年5月）
- 美國職棒獨立聯盟Camden Riversharks（2014年5月～09月）
- 棒球挑戰聯盟信濃大羚羊（2015年）

## 職棒生涯紀錄

### 中華職棒
| 年度   | 球隊   | 出場 | 勝投 | 敗投 | 中繼 | 救援 | 完投 | 完封 | 四死 | 三振 | 責失 | 投球局數 | 防禦率 |
| ------ | ------ | ---- | ---- | ---- | ---- | ---- | ---- | ---- | ---- | ---- | ---- | -------- | ------ |
| 2009年 | 興農牛 | 20   | 2    | 3    | 1    | 4    | 0    | 0    | 26   | 23   | 26   | 50.0     | 4.68   |
| 合計   | 1年    | 20   | 2    | 3    | 1    | 4    | 0    | 0    | 26   | 23   | 26   | 50.0     | 4.68   |

## 特殊事蹟
- 2009年5月30日中華職棒首次先發對兄弟象，一局上半先被第一棒王勝偉打出首局首打席全壘打，之後又對第二棒陳江和投出觸身球，成為一個人次都沒解決，就遭勒令退場的投手。

## 外部連結
- 佩德羅·利里亞諾在台灣棒球維基館上的頁面（繁體中文）
- 佩德羅·利里亞諾在美國職棒（英语）
- 佩德羅·利里亞諾在中華職棒
- 佩德羅·利里亞諾在Baseball-Reference.com（大聯盟）（英语）
- 佩德羅·利里亞諾在Baseball-Reference.com（小聯盟以及海外聯盟）（英语）
- 佩德羅·利里亞諾在ESPN（MLB）（英语）
- 佩德羅·利里亞諾在FanGraphs.com（英语）